# Константинопольский мирный договор (1700)
Константинопольский мирный договор 1700 года — заключён 3 (14) июля 1700 года между Русским царством и Турцией в Константинополе. Явился итогом Азовских походов Петра Первого.
Россия получала крепость Азов с прилегающей территорией и вновь построенными крепостями (Таганрог, Павловская, Миус) и освобождалась от ежегодной выплаты дани крымскому хану. Турции возвращалась занятая русскими войсками часть Поднепровья с мелкими турецкими крепостями, которые подлежали немедленному уничтожению. Стороны обязались не строить новых укреплений в пограничной полосе, не допускать вооружённых набегов. Турция должна была освободить русских пленных, а также предоставить России право на дипломатическое представительство в Константинополе на равных основаниях с другими державами. Договор обеспечил нейтралитет Турции и позволил Петру I вступить в Северную войну.
Заключённый на 30 лет договор соблюдался до ноября 1710 года, когда султан Ахмед III объявил войну Русскому царству.